# Сари (город)

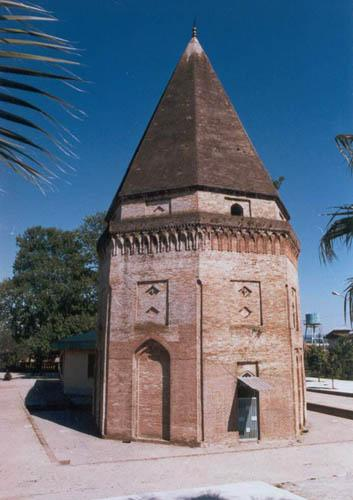
Могила Имамзаде Аббаса в Сари

Сари́ (перс. ساری‎ Sārī, маз. ساری) — город на севере Ирана. Административный центр провинции Мазендеран. Население города — около 262 тыс. жителей (2006, оценка). Железной дорогой и шоссе город соединён с Тегераном. Из промышленности развита очистка риса и хлопка. Чайная и табачная фабрики.

## География
В 80 км к югу расположено озеро Мианше.

## Экономика
Сари славится разнообразными видами промышленности. Больше всего развиты пищевая промышленность (прежде всего: изготовление муки, масла, пастеризованного молока и продуктов из него) а также изготовление бумаги. Хорошую динамику показывают также и производство каучука, обработка металла, кожевенно-обувная, текстильная, деревообрабатывающая, химическая промышленность. Что касается прилегающего региона к Сари, то там крестьяне существуют за счёт обработки земли, которая из-за благоприятного климата и очень большого количества воды даёт обильные урожаи риса, пшеницы, ячменя, хлопка, кукурузы, различных овощей, выращивания цитрусовых, разведения скота. Крестьяне берут воду из рек, ручьев, роют колодцы. Очень много сельскохозяйственных продуктов вывозится в иные местности Ирана. Кроме того, из-за доступности моря весьма хорошо развита ловля рыбы и морепродуктов.

## История
По некоторым данным, поселение на месте современного Сари существовало ещё в VI веке до н. э.
Около 1469 года город посетил Афанасий Никитин, упомянувший его в своих путевых записках «Хожение за три моря».
21 марта 1782 года Ага Мохаммед-шах перенёс столицу Ирана в Сари[откуда?]. Однако из-за внутренних боевых столкновений пришлось перенести столицу немного южнее — в Тегеран, что осуществил Фетх Али-шах.
На долю Сари выпало перенести множество важных исторических событий и поменять множество династий. Известно, что когда халиф Мансур из династии Аббасидов завладел Сари, по его приказу там возникла мечеть. В 873 году н. э. город перешёл под власть Якуба Лейса уже из иранской династии — Саффаридов. Позднее контроль над городом оказался в руках представителя династии Саманидов — Исмаила. Затем Сари испытал на себе правление династий Зияридов и Буидов.
В 1034 году город стал добычею султана Махмуда из династии Газневидов.
В 1392 году по приказу Тамерлана весь Мазендеран (и, в частности, Сари) был подвергнут страшной резне, в результате чего сам город обезлюдел. Однако ему повезло при приходе к власти Сефевидов: правители облюбовали город, а особенно постарался шах Аббас, который благоустроил и расширил его, в тот период появились красивые административные здания, надёжные дороги и мост через реку Теджен.

## Достопримечательности
В 57 км к югу от Сари можно найти примечательную деревню Эскард. Будучи расположена на важном транспортном пути из Сари в Семнан, деревня обладает важным географическим положением. Она известна также изобилием источников питьевой воды. Из деревни открывается очень красивый вид на покрытые лесом горы, а зимою деревья покрываются снегом, это — редкостное явление для Ирана.
В самом Сари существует здание музея «Кальбад», расположенное прямо в центре города. Это — красивое старинное сооружение, построенное ещё при Каджарах, в начале XIX в. Здание имеет плоскую крышу. Оригинальные архитектурные решения при постройке комнат, в том числе комнаты, построенной для проживания владельцев-дворян, а также бани и стойла около основного здания, изысканные украшения окон (у некоторых из них есть и подъемные рамы) в виде разноцветных витражей заставляют признать это здание уникальным для иранской архитектуры. Соорудить это здание приказал один из генералов иранской армии. Здание перешло по наследству к Манучехр-Хану Кальбаду, местному помещику, который также короткое время был депутатом в иранском меджлисе от Мазендерана. В настоящее время здание находится в государственной собственности.
Оно построено в каджарском стиле, а особенно красиво украшена комната, где должны были проживать хозяева.
Соборная мечеть построена в том же архитектурном стиле, что и мечеть Имама в Исфахане. Это — самое уникальное и впечатляющее строение Мазендерана, построенное в религиозных целях, дошедшее до нас из эпохи Сефевидов. Её постройку ориентировочно относят к 1600 г. Мечеть — единственное сохранившееся здание из изначального дворцового комплекса, где любил бывать шах Аббас, который включал в себя ранее также дворец и мост. Расстояние от неё до города Сари составляет 25 км, а от Каспийского моря — всего 2 км. При строительстве мечети использованы кирпичи, её основное здание включает в себя четыре эйвана, имеется и большая входная дверь. В южной части мечети легко можно обнаружить большую молельню с арками, расположенными на огромных колоннах.